# Freddie West

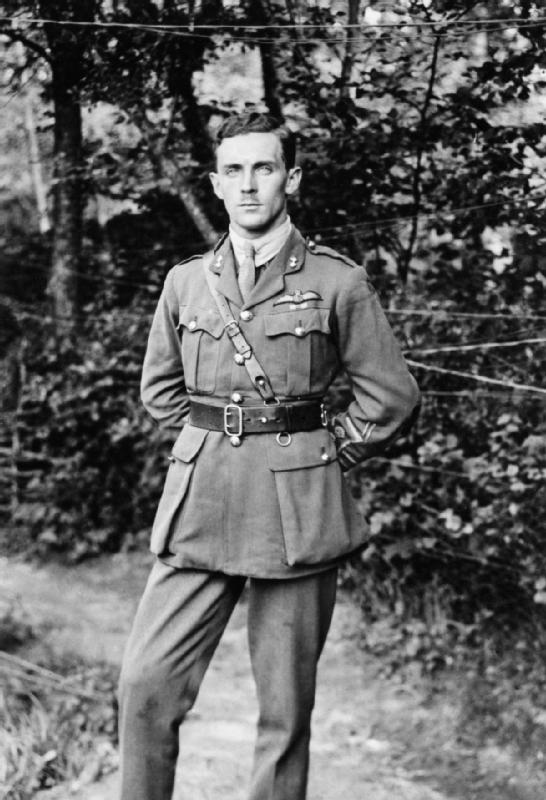
Freddie West 1918

Ferdinand Maurice Felix West VC (Londen, 19 januari 1896 – Windsor, 8 juli 1988) was een Engels militair tijdens de Eerste en Tweede Wereldoorlog.

## Biografie
Vader West kwam om in de Tweede Boerenoorlog. Zijn moeder, gravin (Countess) Clemence de la Garde de Saignes, nam haar zoon mee naar Italië, waardoor hij drietalig opgroeide. Hij ging naar het Xaverian College in Brighton en naar het Berchet Lyceum, en daarna naar de Universiteit van Genua. West sprak toen Engels, Italiaans en Frans.

### 1914
Toen de Eerste Wereldoorlog uitbrak, werkte West bij een Zwitserse bank. Hij ging naar Londen terug en meldde zich aan voor de militaire dienst. Hij werd geplaatst bij de Royal Army Medical Corps, maar in 1915 werd hij overgeplaatst naar de Royal Munster Fusiliers. Met twintig soldaten stak hij over naar Frankrijk, maar oorlog voeren vanuit loopgraven vond hij 'voor de ratten' en hij meldde zich aan bij de luchtmacht en werd piloot.

### 1918
West ging naar Amiens, waar hij onder majoor Trafford Leigh-Mallory diende. 
Tijdens een patrouille buiten Amiens op 21 april 1918 zag hij een Duitse Fokker Dr.I naar beneden komen, neergeschoten door Australiërs. De piloot bleek Manfred von Richthofen te zijn.
Op 10 augustus werd West in zijn Armstrong F8 verkenningsvliegtuig achtervolgd door zeven Duitse vliegers. Hij raakte gewond aan zijn been en moedt dit afbinden. Hij raakte de controle over het stuur kwijt. Zijn verkenner kon niettemin de vijand beschieten en verdrijven. West slaagde erin te landen en raakte bewusteloos. Zijn been werd in Londen geamputeerd en hij kreeg een prothese in Roehampton. Voor het verlies van zijn been kreeg hij een uitkering van £250, waarvoor hij aandelen kocht.
West werd de eerste RAF-diplomaat, maar een paar jaar later vloog hij weer. In 1928 werd hij op Malta geplaatst. Daarna werd hij luchtmacht-attaché in Finland, Estland en Letland.

### 1939
Zodra de Tweede Wereldoorlog uitbrak, werd West weer naar Amiens overgeplaatst en daarna naar Rome. Toen Italië ook bij de oorlog betrokken raakte, ging hij als militair attaché naar Bern.
Na de oorlog ging hij het bedrijfsleven in. Hij woonde in Sunningdale en speelde golf tot zijn 80e levensjaar. Zijn echtgenote Winifred Leslie overleed in juni 1988. Zij hadden één zoon.

## Onderscheidingen
- Victoria Cross (1918)